# Kipu-tyttö
En la mitologia finesa, Kipu-tyttö és la germana de Loviatar, Vammatar i Kivutar. Igual que elles, habita a Tuonela, el regne de les tenebres i de la mort. El seu nom es tradueix com: "noieta del dolor".
Ella és la divinitat de la malaltia en el seu grau terminal i per això, Kipu-tyttö canta al son final. Ella té un aspecte aterridor; una cara fosca, picada de verola i un cos una mica deforme. És mare, igual que la seva germana, Loviatar, de nou nens, que tenen noms tan suggestius, com càncer, gota, úlceres, xancre i sarna.